# 無門庵
無門庵（むもんあん）は、東京都立川市錦町で営業していた懐石料理店、料亭。2019年4月14日に閉店した。隣接する敷地の醸造所ファクトリーカミカゼで料亭用に醸造していた自家製ビール（地ビール）のカミカゼビールについても本項で記す。

## 概要
敷地内には離れの和室がいくつかあり、各部屋からは庭園を望むことができた。
飲食施設以外も、カフェ、ギャラリーがあった。
樋口一葉の『たけくらべ』の原本を所有しており、複本版を常設展示したり、独自の企画展示会を開催していた。

## 歴史
1938年に｢ホテル無門庵｣として開業した。
第二次世界大戦中は、立川が重要な拠点であったことから、日本帝国陸軍将校専用の旅館となる。第二次世界大戦末期には、立川陸軍飛行場が近くにあったことから日本帝国陸軍の特攻隊となった少年航空兵たちの宿営所となった。宿泊した少年航空兵たちは立川陸軍飛行場を飛び立つと無門庵上空で3回旋回してから、目的地へと向かい、無門庵で働く人々は白い布をつけた箒を振って応えたとされる。第二次世界大戦戦後は進駐軍・アメリカ軍兵たちの宿泊所になった。 
1955年からの砂川闘争の際には、報道陣が大挙して無門庵に押しかけて、取材拠点として利用し、ニュースを発信した。
1991年に懐石料理店として再生した。

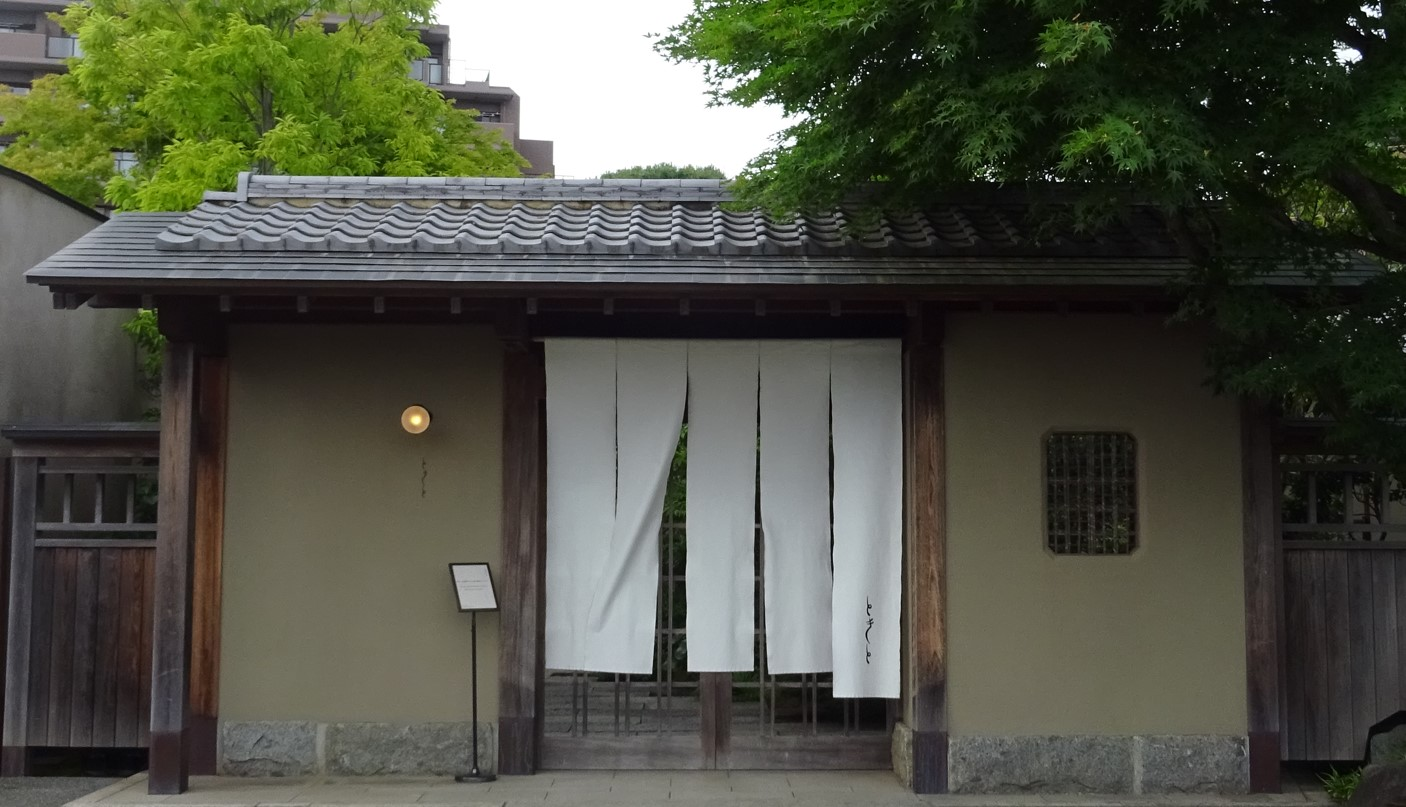
オーベルジュときと

2019年に料亭の無門庵、醸造所のカミカゼビールは共に閉鎖となった。無門庵と醸造所の土地、建物などは立飛グループが買い取り、無門庵の門、別館「たけくらべ」の蔵、石庭など活用したオーベルジュときととして2023年に開業。醸造所は場所を移し、製法や味を一新し2021年より立飛ビールとして製造を行っている。

## カミカゼビール
第二次世界大戦戦後に無門庵が醸造開始したビールの商品名がカミカゼビールであった。
無門庵以外にも、立川市内飲食店に瓶ビールのカミカゼビールを降ろしており、提供していた店もあった。

### ファクトリーカミカゼ
ファクトリーカミカゼは無門庵入り口の向かいにあったブルワリー（ビール醸造所）および、ブルーパブ。1階がビール工場で、2階が飲食スペースだった。
1999年創業。レシピ開発にあたっては、常陸野ネストビール立ち上げの際にも招聘されたアメリカ合衆国の醸造士マーク・ハモンの指導を受けている。
上述のように瓶ビールを降ろしていた飲食店も立川市内にはあったが、樽生として飲めたのは、ここのブルーパブのみであった。

### スタイル
2016年時点では以下の2つのスタイル (ビール)を醸造していた。ブルーパブではハーフ&ハーフも提供していた。
無門庵で提供される懐石料理を引き立たせるため、すっきりとした味わいが特徴。
- クリームエール（英語版）
モルト100%で副原料は用いていない[8]。
クリーミーな泡立ちが特徴。フルーティーで清涼感もあり、リンゴのような酸味も少しある。瓶ビールのアルコール度数は5%[7]。
- アンバーエール